# Jamal Fakhri al-Qasim
Jamal Fakhri al-Qasim (* 17. Februar 1978) ist ein ehemaliger saudi-arabischer Leichtathlet, der sich auf den Hochsprung spezialisiert hat und aktuell Inhaber des Landesrekordes ist.

## Sportliche Laufbahn
Erste internationale Erfahrungen sammelte Jamal Fakhri al-Qasim vermutlich im Jahr 2003, als er bei den Arabischen Meisterschaften in Amman mit übersprungenen 2,09 m den vierten Platz belegte. 2005 belegte er bei den erstmals ausgetragenen Islamic Solidarity Games in Mekka mit 2,14 m den vierten Platz und anschließend gelangte er bei den Asienmeisterschaften in Incheon mit 2,10 m auf den zehnten Platz. Im September belegte er bei den Arabischen Meisterschaften in Radès mit 2,10 m den fünften Platz und anschließend gewann er bei den Westasienspielen in Doha mit 2,16 m die Silbermedaille hinter Mohamed Abbas Darwish aus den Vereinigten Arabischen Emiraten. Im Jahr darauf erreichte er bei den Asienspielen ebendort mit 2,10 m auf Rang zwölf und 2007 gewann er bei den Arabischen Meisterschaften in Amman mit egalisiertem Landesrekord von 2,20 m die Silbermedaille hinter Jean-Claude Rabbath aus dem Libanon. Bei den Asienmeisterschaften ebendort wurde er mit 2,10 m Elfter, ehe er bei den Militärweltspielen in Hyderabad mit 2,14 m den neunten Platz belegte. Im November klassierte er sich bei den Hallenasienspielen in Macau mit 2,15 m auf dem siebten Platz und gewann dann bei den Panarabischen Spielen in Kairo mit 2,14 m die Bronzemedaille hinter dem Kuwaiter Salem al-Anezi und Rashid al-Mannai aus Katar. Im Jahr darauf belegte er bei den Hallenasienmeisterschaften in Doha mit 2,05 m den zehnten Platz im Hochsprung und gelangte im Dreisprung mit 15,10 m auf Rang sieben. Im selben Jahr beendete er seine aktive sportliche Karriere im Alter von 23 Jahren.
2006 wurde al-Qasim saudi-arabischer Meister im Hochsprung.